# Aided Muirchertaig meic Erca
Aided Muirchertaig meic Erca ['aðʴeð 'vurʴçeRtiɣʴ vik 'eRka] („Der Tod Muirchertachs, des Sohnes Ercs“) ist der Name einer Erzählung aus dem Historischen oder Königs-Zyklus der Irischen Mythologie. Die Legende ist vermutlich im 11. Jahrhundert entstanden und im Leabhar Buidhe Lecain („Das Gelbe Buch von Lecan“) sowie einem Manuskript aus dem 15. Jahrhundert erhalten.

## Inhalt
König Muirchertach mac Erca, ein historischer Herrscher aus dem 6. Jahrhundert, begegnet auf der Jagd einer verführerisch schönen Zauberin namens Sín. Da er daraufhin ihr zuliebe seine Gattin und Kinder verstößt, wird er von dem Geistlichen Cairnech mit einem Fluch belegt (siehe Glám dícenn). Die Zauberin aber verwirrt Muirchertags Geist zum Wahnsinn, bis er seine Burg anzündet, in ein Fass Wein fällt, von einem Dachbalken eingeklemmt wird und in den Flammen umkommt.